# Championnat de Lettonie de football 1995
Navigation
Saison précédente Saison suivante
La saison 1995 du Championnat de Lettonie de football était la 5e édition de la première division lettone. La Virsliga regroupe les 10 meilleurs clubs lettons au sein d'une poule unique qui s'affrontent en matchs aller et retour. À l'issue de cette première phase, les 6 premiers se rencontrent à nouveau une fois au sein de la poule pour le titre, tandis que les 4 derniers s'affrontent lors de la poule de relégation, qui voit le club classé dernier être relégué en deuxième division.
C'est le Skonto Riga, champion de Lettonie depuis 4 saisons, qui remporte une nouvelle fois la compétition en terminant la saison invaincu (25 victoires, 3 nuls).  C'est le 5e titre -consécutif- de champion de Lettonie de son histoire. Le Skonto réalise même le doublé en remportant la Coupe de Lettonie en battant le RAF Jelgava en finale.

## Les 10 clubs participants
| - Skonto Riga - RAF Jelgava - Olimpija Riga - FK Liepaja - FK Starts | - Skonto/Metals - FK Vairogs - FK Amstrig - Vilan-D - FK Kvadrats |

## Compétition
Le barème de points servant à établir tous les classements se décompose ainsi :
- Victoire : 3 points
- Match nul : 1 point
- Défaite : 0 point

### Première phase
| Rang | Équipe        | Pts | J  | G  | N | P  | Bp | Bc | Diff |
| ---- | ------------- | --- | -- | -- | - | -- | -- | -- | ---- |
| 1    | Skonto RigaT  | 50  | 18 | 16 | 2 | 0  | 59 | 8  | +51  |
| 2    | RAF Jelgava   | 39  | 18 | 12 | 3 | 3  | 33 | 13 | +20  |
| 3    | FK Starts     | 31  | 18 | 9  | 4 | 5  | 21 | 18 | +3   |
| 4    | Vilan-D       | 29  | 18 | 9  | 2 | 7  | 31 | 22 | +9   |
| 5    | FK Vairogs    | 24  | 18 | 6  | 6 | 6  | 28 | 21 | +7   |
| 6    | FK Amstrig    | 20  | 18 | 5  | 5 | 8  | 26 | 25 | +1   |
| 7    | Skonto/Metāls | 19  | 18 | 5  | 4 | 9  | 25 | 42 | -17  |
| 8    | FK Liepaja    | 18  | 18 | 4  | 6 | 8  | 19 | 28 | -9   |
| 9    | Olimpija Rīga | 18  | 18 | 5  | 3 | 10 | 24 | 40 | -16  |
| 10   | FK Kvadrāts   | 4   | 18 | 1  | 1 | 16 | 10 | 58 | -48  |

|  | Qualification pour la poule pour le titre |
|  | Participation à la poule de relégation    |
|  | T : Tenant du titre                       |

### Seconde phase

#### Poule pour le titre
| Rang | Équipe          | Pts | J  | G  | N | P  | Bp | Bc | Diff |
| ---- | --------------- | --- | -- | -- | - | -- | -- | -- | ---- |
| 1    | Skonto Riga'T'C | 78  | 28 | 25 | 3 | 0  | 99 | 15 | +84  |
| 2    | Vilan-D         | 51  | 28 | 16 | 3 | 9  | 45 | 30 | +15  |
| 3    | RAF Jelgava     | 48  | 28 | 14 | 6 | 8  | 40 | 28 | +12  |
| 4    | FK Starts       | 38  | 28 | 11 | 5 | 12 | 31 | 43 | -12  |
| 5    | FK Amstrig      | 35  | 28 | 9  | 8 | 11 | 47 | 38 | +9   |
| 6    | FK Vairogs      | 28  | 28 | 7  | 7 | 14 | 35 | 52 | -17  |

|  | Qualification pour la Coupe UEFA 1996-1997                |
|  | Qualification pour la Coupe Intertoto 1996                |
|  | T : Tenant du titre C : Vainqueur de la Coupe de Lettonie |

#### Poule de relégation
| Rang | Équipe        | Pts | J  | G | N | P  | Bp | Bc | Diff |
| ---- | ------------- | --- | -- | - | - | -- | -- | -- | ---- |
| 1    | Skonto/Metāls | 28  | 24 | 8 | 4 | 12 | 37 | 51 | -14  |
| 2    | FK Liepaja    | 28  | 24 | 7 | 7 | 10 | 26 | 34 | -8   |
| 3    | Olimpija Rīga | 20  | 24 | 5 | 5 | 14 | 29 | 57 | -28  |
| 4    | FK Kvadrāts   | 17  | 24 | 5 | 2 | 17 | 22 | 63 | -41  |

|  | Qualification pour la Coupe des coupes 1995-1996 |
|  | Relégation en deuxième division                  |

## Bilan de la saison
| Championnat de Lettonie de football 1995 |                        |
| Champion                                 | Skonto Riga (5e titre) |
| Coupes et trophées                       |                        |
| Vainqueur de la Coupe de Lettonie 1995   | Skonto Riga            |
| Qualifications continentales             |                        |
| Coupe des coupes 1995-1996               | FK Liepaja             |
| Coupe UEFA 1996-1997                     | Skonto Riga            |
| Coupe UEFA 1996-1997                     | Vilan-D                |
| Coupe Intertoto 1996                     | FK Amstrig             |
| Promotions et relégations                |                        |
| Promus en Virsliga                       | FK Jurnieks Riga       |
| Relégués en Latvian First League         | FK Kvadrats            |